# Maria Dolors Sabaté i Andreu
Maria Dolors Sabaté i Andreu (Juneda, les Garrigues, 23 de maig de 1920 - Lleida, el Segrià, 27 de desembre de 1999) fou una infermera, llevadora i dirigent de moviments de cristians obrers.

## Biografia
Morta la seva mare durant el part, fou primer alletada i després acollida com a filla per una família lleidatana. Els seus primers contactes amb el moviment cristià els tingué des de ben jove, a la parròquia de la Bordeta de Lleida, barri al qual restà sempre vinculada: hi impartí catequesi, col·laborà en l'organització de colònies d'estiu per als nens i, en general, participà de les activitats que els són permeses als seglars.
Inicià la seva trajectòria professional com a dependenta, per bé que aviat s'incorporà com a auxiliar a la Clínica Perpetuo Socorro de la capital, on descobrirà la seva vocació i d'on marxarà per treure’s el títol d'infermera i matrona amb 27 anys, a l'hospital Marqués de Valdecilla (Santander). Vers el 1955 entrà en contacte amb l'Hermandad Obrera de Acción Católica (HOAC), a la qual entrà com a militant i participà activament en l'organització de l'HOAC femenina a Lleida, de la qual seria posteriorment presidenta. D'aquesta manera fructificava el seu compromís tant amb la religió com amb la causa treballadora. Continuà desenvolupant la seva tasca social, impulsant l'obertura d'una guarderia en un altre barri lleidatà allunyat del centre, Magraners, així com actuant de monitora de colònies i col·laborant en l'organització d'ajuda als presos i a les seves famílies. Tot seguit aconseguiria confirmar la creació del primer grup femení de la Joventut Obrera Catòlica (JOC), a la seva parròquia.
El 1963 fou nomenada presidenta nacional de l'HOAC Femenina, amb seu a Madrid, on restà durant quatre anys, no sense deixar de viatjar arreu d'Espanya. Tot seguit, el 1967 fou elegida secretària adjunta del Moviment Mundial de Treballadors Cristians, raó per la qual es traslladà a Brussel·les durant tres anys. Les visites a diversos països del continent sud-americà la portaren a incorporar en el seu ideari alguns dels elements de la «teoria de l'alliberament». Quan deixà el càrrec, el 1971, s'incorporà com a infermera al servei d'oncologia de l'Hospital de la Vall d'Hebron de Barcelona, ciutat on participa en les reunions de l'Assemblea de Catalunya. Un any després demanà el trasllat a l'actual Hospital Universitari Arnau de Vilanova de Lleida, on participà destacadament en les reivindicacions laborals del personal i en la defensa dels drets dels malalts. El 1972 participà a Balaguer en la fundació de l'Assemblea de les Terres de Lleida, plataforma antifranquista que agrupà diversos grups polítics i personatges independents de prestigi, ella també com a independent.
Es jubilà el 1985 i moria el desembre de 1999 a Lleida, deixant tota la seva herència a organitzacions d'acció social i de caritat.